# CV-403
La CV-403 o carretera Valencia - Torrente (en valenciano y oficialmente carretera València - Torrent) es una carretera autonómica valenciana situada en el Área Metropolitana de Valencia, que une las poblaciones de Torrente, Alacuás, Aldaya y Chirivella con Valencia. 

## Nomenclatura

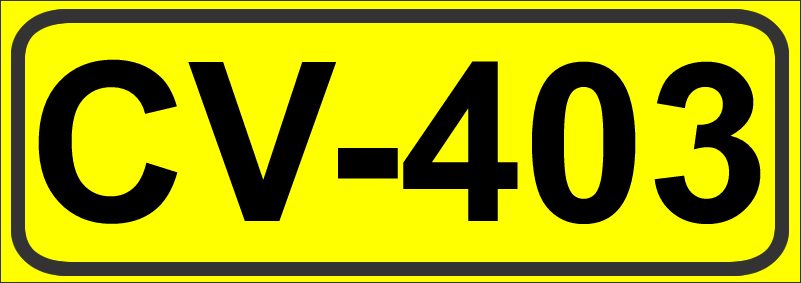
Indicador

La CV-403 pertenece a la red de carreteras de la Generalidad Valenciana. Su nombre viene de la CV (que indica que es una carretera autonómica de la Comunidad Valenciana) y el 403, es el número que recibe dicha carretera, según el orden de nomenclaturas de las carreteras de la Comunidad Valenciana.

## Historia
La CV-403 sustituyó a la antigua carretera comarcal   C-3215  que unía las poblaciones de Mislata y Torrente.

## Trazado
La CV-403 inicia su recorrido en Chirivella, circunvala las poblaciones de Aldaya y Alacuás y finaliza su recorrido en Torrente donde enlaza con la Autovía de Torrente CV-36.
- Datos: Q5737633